# Hiszpania na Letnich Igrzyskach Olimpijskich 2004
Hiszpanię na Letnich Igrzyskach Olimpijskich 2004 reprezentowało 316 zawodników (177 mężczyzn i 139 kobiet). Najmłodszym zawodnikiem była Laura Campos (15 lat). Najstarszym zawodnikiem był Rafael Soto (46 lat).

## Zdobyte medale
| Medal  | Zawodnik                                                            | Dyscyplina    | Konkurencja                         |
| ------ | ------------------------------------------------------------------- | ------------- | ----------------------------------- |
| Złoto  | Gervasio Deferr                                                     | Gimnastyka    | Skoki przez konia                   |
| Złoto  | David Cal                                                           | Kajakarstwo   | C-1 1000 metrów                     |
| Złoto  | Iker Martinez Xavier Fernandez                                      | Żeglarstwo    | 49er                                |
| Srebro | Beatriz Ferrer-Salat Juan Antonio Jimenez Ignacio Rambla Rafel Soto | Jeździectwo   | Skoki przez przeszkody drużynowo    |
| Srebro | David Cal                                                           | Kajakarstwo   | C-1 500 metrów                      |
| Srebro | Joan Llaneras                                                       | Kolarstwo     | Jazda na punkty                     |
| Srebro | José Escuredo                                                       | Kolarstwo     | Keirin                              |
| Srebro | José Antonio Hermida                                                | Kolarstwo     | Kolarstwo górskie mężczyzn          |
| Srebro | Francisco Javier Fernández                                          | Lekkoatletyka | Chód na 20 km                       |
| Srebro | Javier Bosma Pablo Herrera                                          | siatkówka     | Piłka plażowa                       |
| Srebro | Maria Quintanal                                                     | Strzelectwo   | Pistolet pneumatyczny 10 m          |
| Srebro | Conchita Martínez Virginia Ruano Pascual                            | Tenis ziemny  | gra podwójna kobiet                 |
| Srebro | Rafael Trujillo                                                     | Żeglarstwo    | Finn                                |
| Srebro | Natalia via Dufresne Sandra Azon                                    | Żeglarstwo    | 470                                 |
| Brąz   | Patricia Moreno                                                     | Gimnastyka    | Gimnastyka sportowa ćwiczenia wolne |
| Brąz   | Beatriz Ferrer-Salat                                                | Jeździectwo   | Ujeżdżenie                          |
| Brąz   | Sergi Escobar                                                       | Kolarstwo     | 4000 m na dochodzenie               |
| Brąz   | Carlos Castano Sergi Escobar Asier Maeztu Carlos Torrent            | Kolarstwo     | 4000 m na dochodzenie drużynowo     |
| Brąz   | Joan Lino Martínez                                                  | Lekkoatletyka | Skok w dal                          |